# Naaktslakken
Naaktslakken zijn groep van weekdieren uit de klasse buikpotigen (Gastropoda).

## Algemeen
De slakken worden buikpotigen genoemd omdat de spieren aan de onderzijde, de 'buik', voor de voortbeweging zorgen. Naaktslakken hebben geen slakkenhuis. Doordat ze zich niet kunnen terugtrekken in een afsluitbaar huisje zijn ze zeer gevoelig voor uitdroging en houden het alleen uit in een vochtige omgeving.
De verschillende groepen naaktslakken zijn ontstaan uit huisjesdragende groepen. Sommige naaktslakken hebben dan ook nog een overblijfsel van het huisje in de vorm van een kalkhoudende bobbel op de rug of een kleine schelp.

## Levenswijze
Naaktslakken komen pas tevoorschijn bij vochtig weer, zoals na een regenbui, en zijn overwegend ’s nachts actief om warmte en zonlicht te vermijden. De meeste naaktslakken kunnen in de ogen van mensen veel schade aan gewassen veroorzaken omdat ze zeer grote hoeveelheden blad in een vrij korte tijd kunnen verorberen. Daarnaast eten ze ook veel dood plantaardig materiaal. Sommige ondergronds levende soorten knagen aan de wortels, enkele soorten als de grote aardslak jagen zelfs op andere naaktslakken.

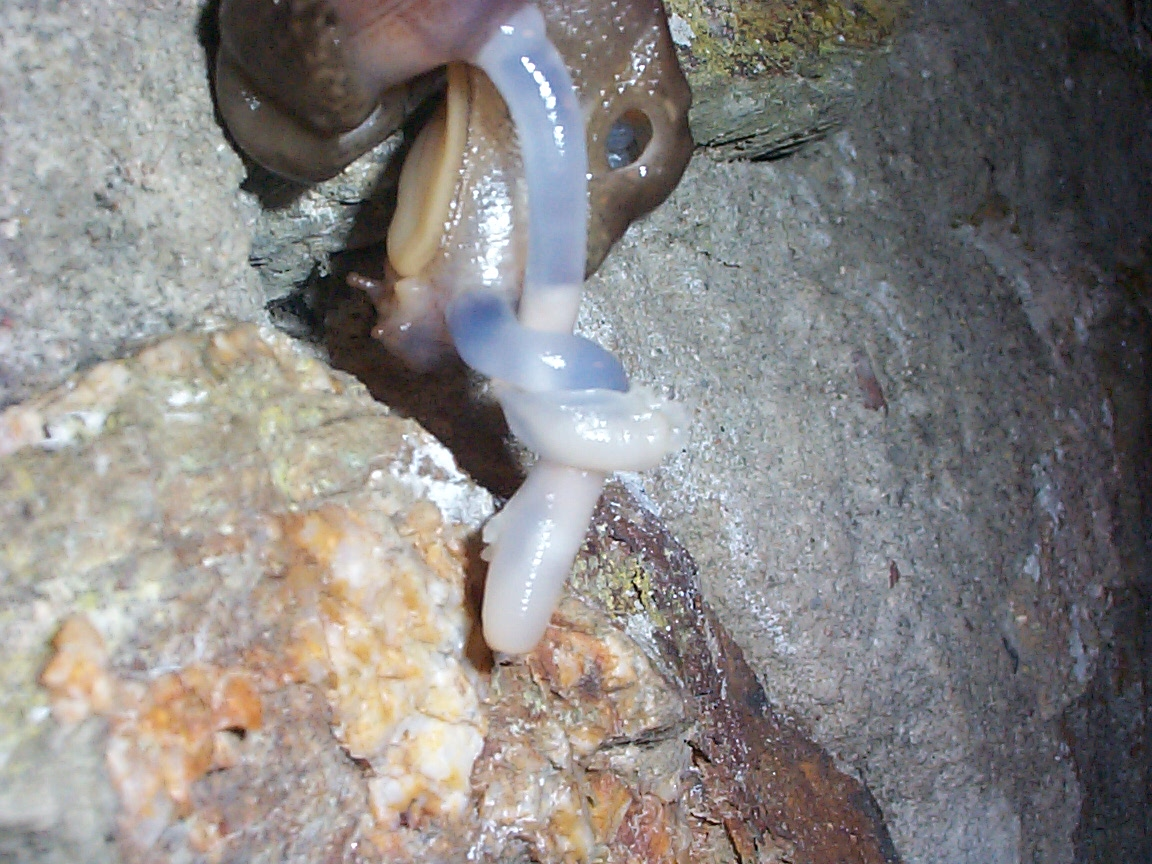
Parende naaktslakken

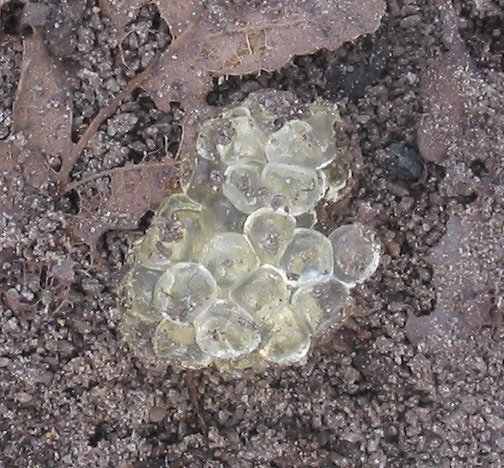
Eieren van de wegslak

Bij de in Nederland en België levende soorten worden in de lente de eitjes in hoopjes van 20 tot 30 vlak onder het grondoppervlak gelegd. Een naaktslak kan honderden eitjes leggen, deze zijn wit doorschijnend. Een paar weken later komen de eitjes uit en twee maanden later zijn de slakken volwassen. De slakken paren meestal in het voor- en najaar.

## Soorten naaktslakken
Er zijn verschillende soorten naaktslakken, het bekendst zijn de soorten die op het land leven en in de tuin kunnen worden aangetroffen. Al deze soorten behoren tot verschillende families uit de orde longslakken of Pulmonata. Er zijn ook soorten naaktslakken die uitsluitend in zee leven, deze behoren niet tot de orde longslakken maar tot diverse andere ordes. De term naaktslakken betreft dus niet één groep van dieren waar alle soorten naaktslakken onder vallen. De in zee levende soorten hebben een andere fysiologie en levenswijze en worden voor het onderscheid ook wel met de naam zeenaaktslakken aangeduid.

## Determineren

Witte akkerslak: 1 staart, 2 mantelschild, 3 ogen, 4 tentakels, 5 ademopening (pneumostoma), 6 voet, 7 rand rond de voet

Om een naaktslak op naam te brengen is een aantal kenmerken belangrijk. Om te beginnen de plaats van de ademopening (pneumostoma). Die ligt altijd op het mantelschild, aan de rechterkant van het dier, maar bij de wegslakken zit hij voor het midden van het mantelschild, en bij de kielslakken achter het midden. Bovendien hebben de kielslakken een (soms onopvallende) kiel op hun rug. Andere kenmerken die belangrijk zijn voor de determinatie zijn de kleur van de voetzool, de lengte en opvallendheid van de kiel en de lengte en kleur van de slakken. Met deze kenmerken, en de onderstaande determinatiesleutel, kunnen de verschillende soorten op naam worden gebracht.

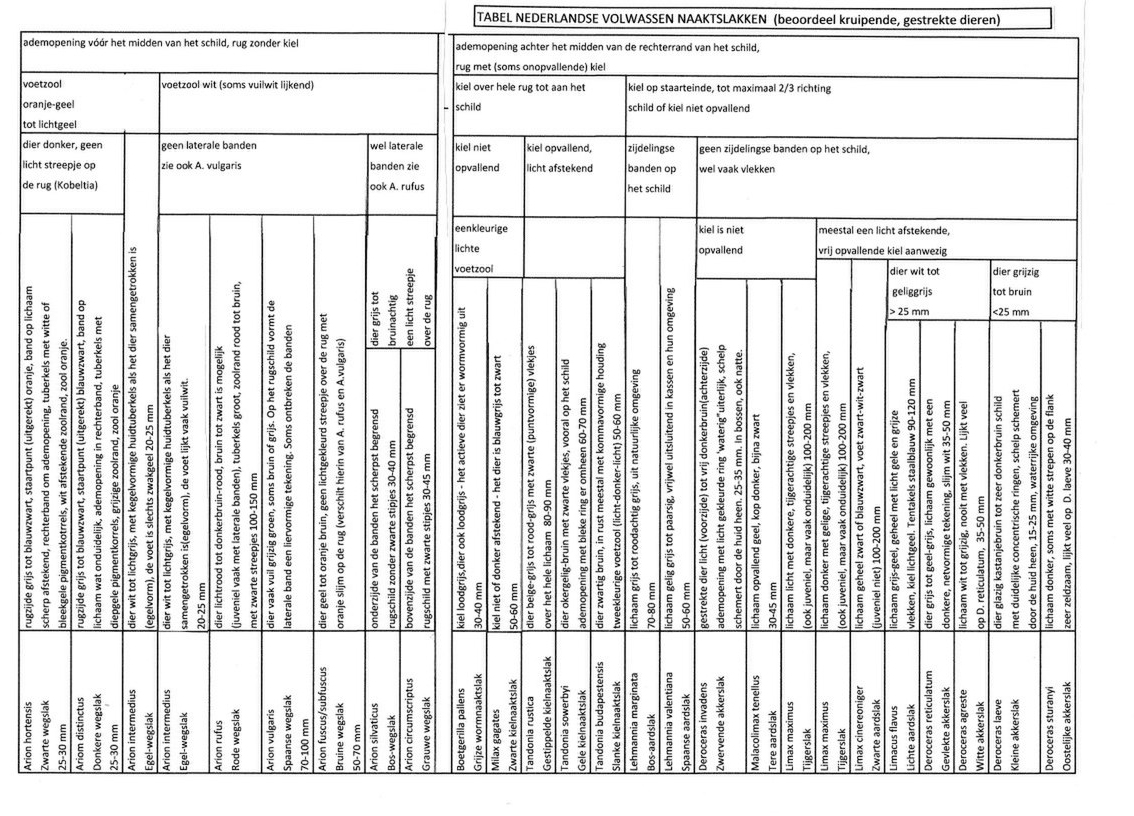
Tabel voor het determineren van naaktslakken

## Naaktslakken in de Benelux
De meest voorkomende soort in de Benelux is de rode wegslak. Deze is herkenbaar aan de grote oranje voet. Maar ook de zwarte wegslak is niet zeldzaam.
In Benelux leven onder andere de volgende soorten;
- Rode wegslak (Arion rufus)
- Duistere wegslak (Arion ater)
- Zwarte wegslak (Arion hortensis)
- Egelwegslak (Arion intermedius)
- Donkere wegslak (Arion distinctus)
- Spaanse wegslak (Arion lusitanicus)
- Bruine wegslak (Arion subfuscus)
- Geelstreep-wegslak (Arion fasciatus)
- Grauwe wegslak (Arion circumscriptus)
- Bos-wegslak (Arion silvaticus)
- Grote aardslak (Limax maximus)
- Zwarte aardslak (Limax cinereoniger)
- Lichte aardslak (Limax flavus)
- Tere aardslak (Malacolimax tenellus)
- Witte akkerslak (Deroceras agreste)
- Kleine akkerslak (Deroceras laeve)
- Zuidelijke akkerslak (Deroceras panormitanum)
- Gevlekte akkerslak (Deroceras reticulatum)
- Oostelijke akkerslak (Deroceras sturanyi)
- Bos-aardslak (Lehmannia marginata)
- Spaanse aardslak (Lehmannia valentiana)
- Grijze wormnaaktslak (Boettgerilla pallens)
- Gestippelde kielnaaktslak (Tandonia rustica)
- Slanke kielnaaktslak (Tandonia budapestensis)
- Gele kielnaaktslak (Tandonia sowerbyi)
- Zwarte kielnaaktslak (Milax gagates)

## Trivia
- Everzwijnen wroeten met hun snuit onder de grond op zoek naar naaktslakken, die ze feilloos kunnen detecteren.